# Carnet ATA
Ein Carnet ATA (auch Carnet A.T.A.; ATA: französisch: admission temporaire; englisch: temporary admission) ist ein von 77 Ländern, darunter den 27 Mitgliedstaaten der Europäischen Union, vertraglich anerkanntes Zolldokument (Carnet), das die Zollabfertigung bei einer vorübergehenden Einfuhr von Waren in ein Land im Rahmen des ATA-Übereinkommens vereinfacht und beschleunigt.

## Details
Das Akronym ATA steht für die französisch-englische Wortkombination Admission Temporaire / Temporary Admission (deutsch etwa „vorübergehender Einlass“).
Das Besondere und zugleich der entscheidende Vorteil dieses Verfahrens gegenüber einer temporären Einfuhr außerhalb des ATA-Verfahrens ist, dass für die eingeführten Waren keine Einfuhrabgaben in den dem Verfahren angeschlossenen Drittländern zu entrichten sind. Ein Carnet ATA kann für unterschiedliche Arten der Warenverwendung ausgestellt werden. Da die Vertragsstaaten dies unterschiedlich handhaben, seien hier die in der Regel akzeptierten Verwendungsarten genannt:
- Messe- und Ausstellungsgüter
- Warenmuster
- Berufsausrüstungsgegenstände
  - Waren zur Verwendung zu wissenschaftlichen/kulturellen Zwecken
  - Waren zur Verwendung bei sportlichen Veranstaltungen
  - Ausrüstung für Film, Presse, Rundfunk, Fernsehen

Die Waren dürfen nicht verbraucht werden. Prospekte, sogenannte „give aways“ und Ähnliches sind deshalb genauso wenig zulässige Carnet-Waren wie verderbliche Waren. Der Versender hat sicherzustellen, dass dieselbe Ware, die eingeführt wurde, auch fristgerecht wieder ausgeführt wird. Die Zollbehörden können dies anhand eines Abgleiches der Seriennummern von Geräten, Vergleich von Fotos der Waren, Überprüfen einer vor der Ausfuhr in die Ware eingenähten Zollschnur (etwa bei Textilien), überprüfen. Man nennt diese Art der Sicherung „Nämlichkeitssicherung“.
Die Gültigkeitsdauer eines Carnets beträgt ein Jahr. Die Frist für die Wiederausfuhr aus dem Einfuhrland kann davon erheblich abweichen. Das Carnet-System ist international geregelt durch Zollvereinbarungen der Weltzollorganisation (WCO). Es wird von der Internationalen Handelskammer (ICC) mit Hilfe ihrer Unterorganisationen – dem World ATA Council (WATAC) und der World Chambers Federation (WCF) – verwaltet. ATA-Carnets werden durch ein Netzwerk von Handelskammern und ähnlichen Organisationen ausgestellt, die der internationalen ATA-Garantiekette angehören. Ausgestellt werden sie von der jeweils für den Versender zuständigen Handelskammer, wie in Deutschland die Industrie- und Handelskammer (IHK) oder in Österreich die Wirtschaftskammer Österreich. Die Handelskammer-Organisation bürgt gegenüber der Organisation des Einfuhrlandes und diese wiederum ihrer Zollbehörde in Höhe der auf den importierten Waren ruhenden Einfuhrabgaben.
Die deutsche IHK-Organisation deckt dieses Abgabenrisiko über die Allianz Trade Deutschland AG in Hamburg, die damit für die Bereinigung aller nicht ordnungsgemäß geschlossenen Carnets zuständig ist. Das heißt, sollte die Ware nicht fristgerecht aus dem Einfuhrland wiederausgeführt werden, zahlt Allianz Trade die Einfuhrabgaben an das Drittland und lässt sich diese sodann von dem Versender der Waren als dem eigentlichen Abgabenschuldner erstatten.

## Am ATA-Verfahren teilnehmende Länder
Neben allen 27 Mitgliedstaaten der Europäischen Union, die ohnehin eine Zollunion bilden, nehmen folgende Länder an dem Abkommen teil:
Albanien, Algerien, Andorra, Australien, Bahrain, Belarus, Bosnien und Herzegowina, Chile, China (Volksrepublik), Elfenbeinküste, Gibraltar, Großbritannien, Hongkong, Indien, Indonesien, Iran, Island, Israel, Japan, Kanada, Kasachstan, Katar, Libanon, Macau, Madagaskar, Malaysia, Marokko, Mauritius, Mazedonien, Mexiko, Moldawien, Mongolei, Montenegro, Neuseeland, Norwegen, Pakistan, Russland, Schweiz, Senegal, Serbien, Singapur, Sri Lanka, Südafrika, Südkorea, Thailand, Türkei, Tunesien, Ukraine, USA, Vereinigte Arabische Emirate.